# Religion i Serbien

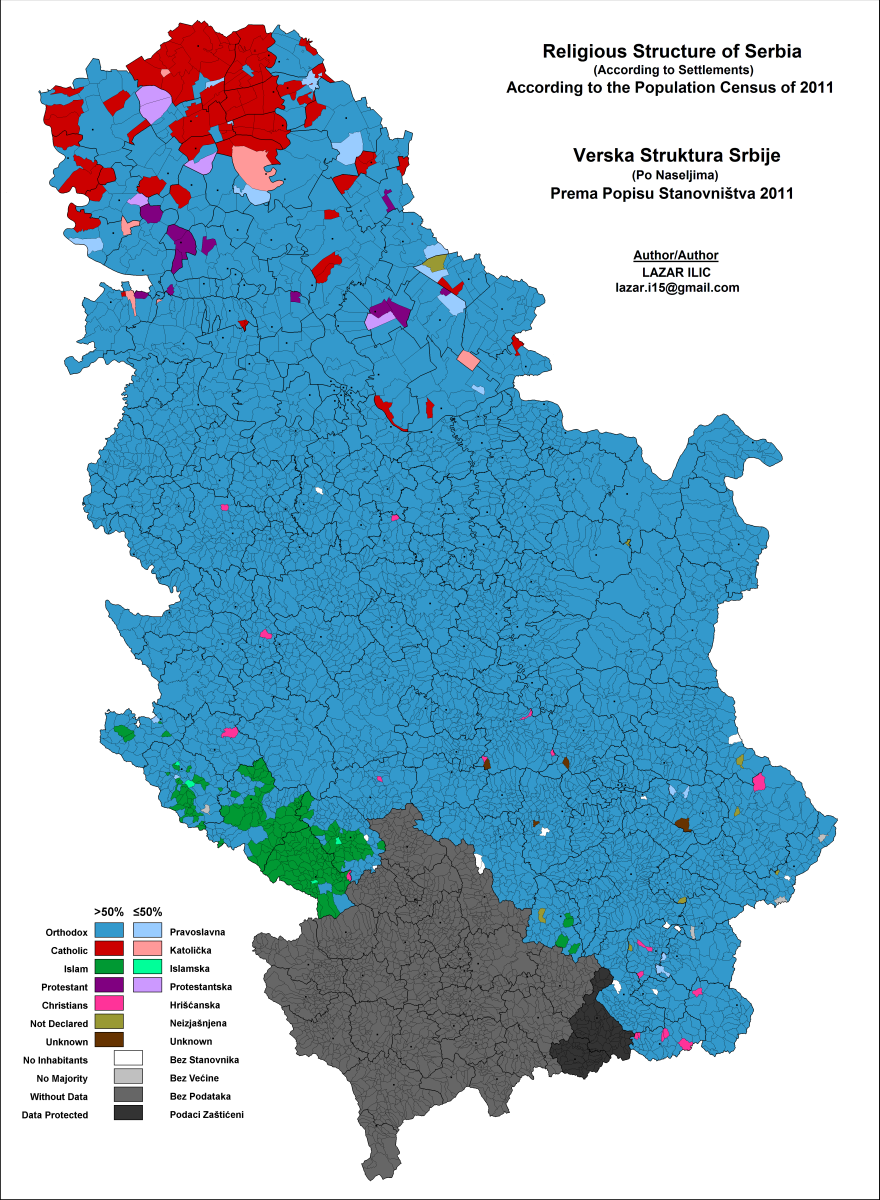
Religioner i Serbien 2011 (inklusive Kosovo).

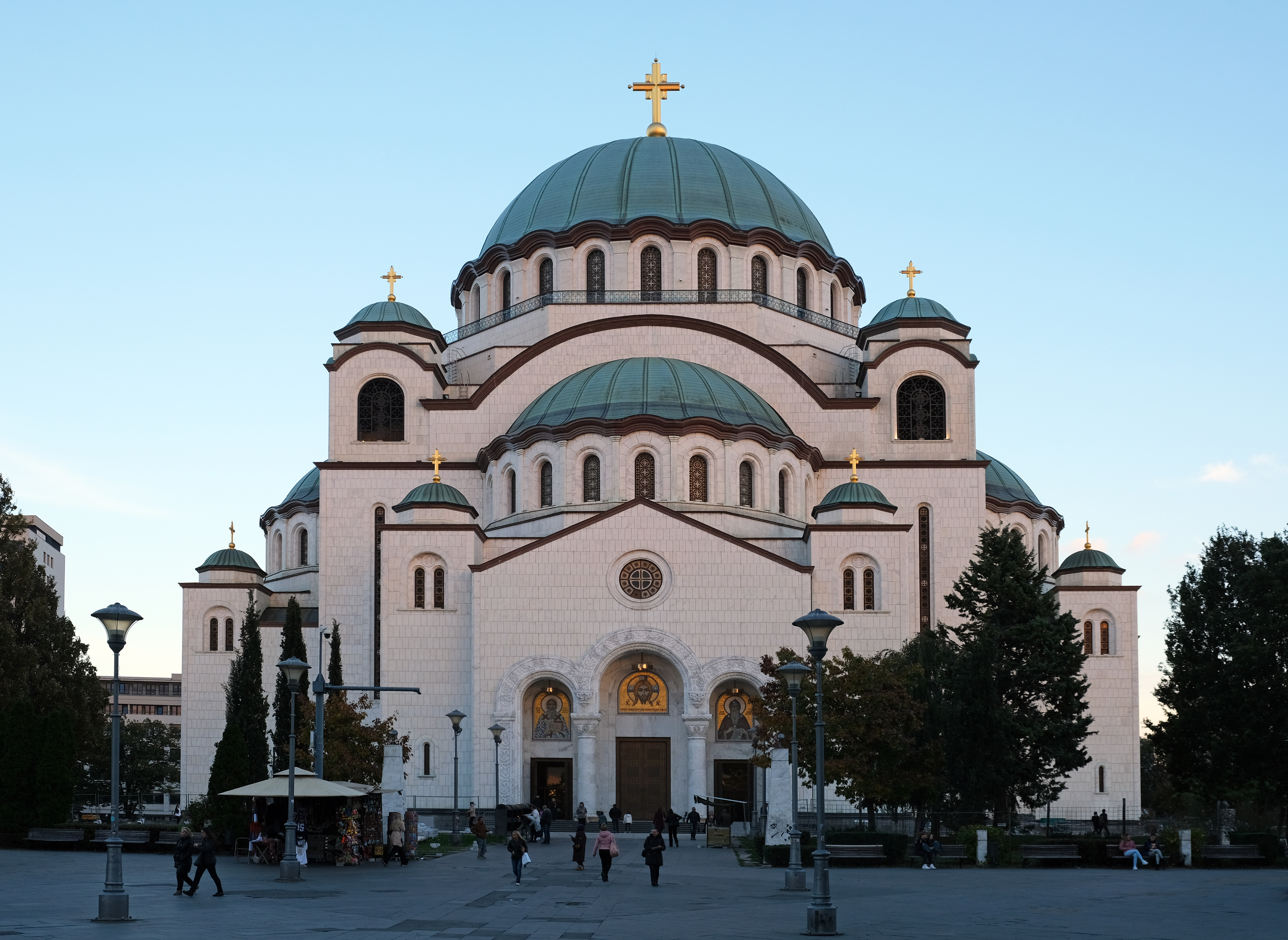
Sankt Savas kyrka i Belgrad tillhörande den serbisk-ortodoxa kyrkan.

Religionsfrihet råder i Serbien. Samtidigt fungerar dock den mäktiga Serbisk-ortodoxa kyrkan som något av en statskyrka i praktiken och de flesta serber är östortodoxa kristna.
Sju religiösa riktningar tillskrivs en särställning som "traditionella": Serbisk-ortodoxa kyrkan, romersk-katolska kyrkan, reformerta kristna kyrkan, slovakiska evangeliska kyrkan, evangeliska kristna kyrkan av den augsburgska trosbekännelsen, islam och judendom.
Andra trosriktningar har ofta känt sig förföljda och diskriminerade på olika vis.

## Kristendom

### Östortodoxa kyrkan
År 2022 tillhörde 81,1% av Serbiens befolkning den Serbisk-ortodoxa kyrkan (Östortodoxa kyrkan).

### Romersk-katolska kyrkan
Största delen av den ungerska minoriteten i Serbien är romerska katoliker. 

### Reformert kristendom
Den reformerta kristna kyrkan i Serbien med säte i Feketić har omkring 20 000 medlemmar, huvudsakligen etniska ungrare.
I Belgrad och Sremska Mitrovica finns också två församlingar tillhörande den protestantiska reformerta kristna kyrkan i Kroatien och Serbien.

### Lutheraner
Slovakiska evangeliska kyrkan och evangeliska kristna kyrkan av den augsburgska trosbekännelsen betecknas som traditionella trossamfund enligt serbisk lag.

### Pingstvänner
Pingstkyrkor från USA och olika delar av Europa har planterat församlingar här i över hundra år. Efter kommunismens fall har antalet församlingar växt.
Assemblies of God har funnits här sedan 1930-talet. Man har 9 000 medlemmar i 65 lokala församlingar och driver Grace Pentecostal Bible College.
Church of God har varit aktiva i Serbien sedan 1968. 2008 utsågs Miroslav Radovanović till kyrkans nationelle ledare. Han är också föreståndare för den största församlingen i Sremska Mitrovica och grundade 1995 Church of Gods bibelskola i landet.
Protestantiska evangeliska kyrkan och kristna evangeliska kyrkan är inhemska pingstkyrkor med många medlemmar tillhörande den romska minoriteten i landet. Den sistnämnda har varit verksam i landet sedan 1907. Man startade 2011 en bibelskola i Subotica.

### Adventister
Sjundedagsadventisterna och Sjundedagsadventisterna Reformationsrörelsen är båda verksamma i landet.

## Islam
En majoritet av Serbiens albaner är muslimer och i Sandžak-regionen finns en betydande grupp bosniaker. De flesta muslimer är sunniter.

## Judendom
Under det ottomanska styret sökte många judar sin tillflykt till Balkan undan den romersk-katolska inkvisitionen på den Iberiska halvön. Under Förintelsen utplånades dock större delen av den stora judiska folkgruppen i nuvarande Serbien och idag används bara en synagoga, som finns i Belgrad.